# Mjölkfrämjandet
Mjölkfrämjandet är en organisation som vill främja konsumtionen av svensk mjölk. De vill åstadkomma detta genom att informera om samband mellan  mjölk, kost och hälsa samt om mjölkens och mjölkprodukternas roll i den svenska matkulturen. Mjölkfrämjandet har funnits sedan 1991 och ingår i Svensk Mjölk, som är mejeriindustrins branschorganisation.